# Liste der Monuments historiques in Cheuge
Die Liste der Monuments historiques in Cheuge führt die Monuments historiques in der französischen Gemeinde Cheuge auf.

## Liste der Objekte
| Bezeichnung                          | Beschreibung                 | Standort                                     | Kennzeichnung | Schutzstatus | Datum | Bild |
| ------------------------------------ | ---------------------------- | -------------------------------------------- | ------------- | ------------ | ----- | ---- |
| Grabstein für Marguerite de Cobla[…] | Kalkstein, bezeichnet 1554   | in der Kirche Assomption-de-la-Vierge (Lage) | PM21000608    | Classé       | 1964  |      |
| Grabstein für Martin de Bruille      | Kalkstein, bezeichnet 155[x] | in der Kirche Assomption-de-la-Vierge (Lage) | PM21000609    | Classé       | 1964  |      |
| Grabstein für Poncia de Charmes      | Kalkstein, bezeichnet 1265   | in der Kirche Assomption-de-la-Vierge (Lage) | PM21000610    | Classé       | 1964  |      |